# Condecoración de San Jorge para el mérito militar
La Condecoración de San Jorge para el mérito militar fue una distinción honorífica del desaparecido ducado de Lucca.

## Historia
El ducado de Lucca, estado creado en 1817 para compensar a la no contaba con ninguna distinción honorífica propia. En estas circunstancias, el 10 de junio de 1834, Carlos Luis, duque de Lucca mediante un decreto soberano crea la condecoración de San Jorge para el mérito militar. En 1836 se creó una condecoración para premiar el mérito civil, la condecoración de San Luis para el mérito civil. El 7 de mayo de 1841 el soberano decreta los estatutos definitivos de la orden. Tras la desaparición del ducado de Lucca, la decoración dejó de otorgarse.

## Estructura
La decoración contaba (además de con el soberano y fundador que ejercía como cabeza de la orden) con tres clases:
- Condecorados de primera clase, reservada a oficiales de grados superiores;
- Condecorados de segunda clase, reservada a oficiales de cualquier grado;
- Condecorados de tercera clase, reserva a oficiales, suboficiales y soldados.

La decoración contaba con diversos oficiales, englobados en una cancillería. En concreto: un canciller, un secretario general, un capellán y un oficial.

## Insignia
La insignia consistía en una cruz brazos esmaltada de blanco, teniendo en el centro un medallón representado a San Jorge matando el dragón. El reverso de la medalla contaba con la cifra del soberano fundador (CL). El borde de la medalla se encontraba esmaltado en verde con la inscripción al Merito Militare.
La decoración podía ser otorgada en brillantes. El soberano portaba una la decoración con una estrella en el pecho. Las insignias variaban ligeramente en el caso de los oficiales.